# Alexander Graf (Architekt)
Alexander Graf (* 22. Dezember 1856 in Wien; † 11. Juni 1931 ebenda) war ein österreichischer Architekt des Späthistorismus.

## Leben

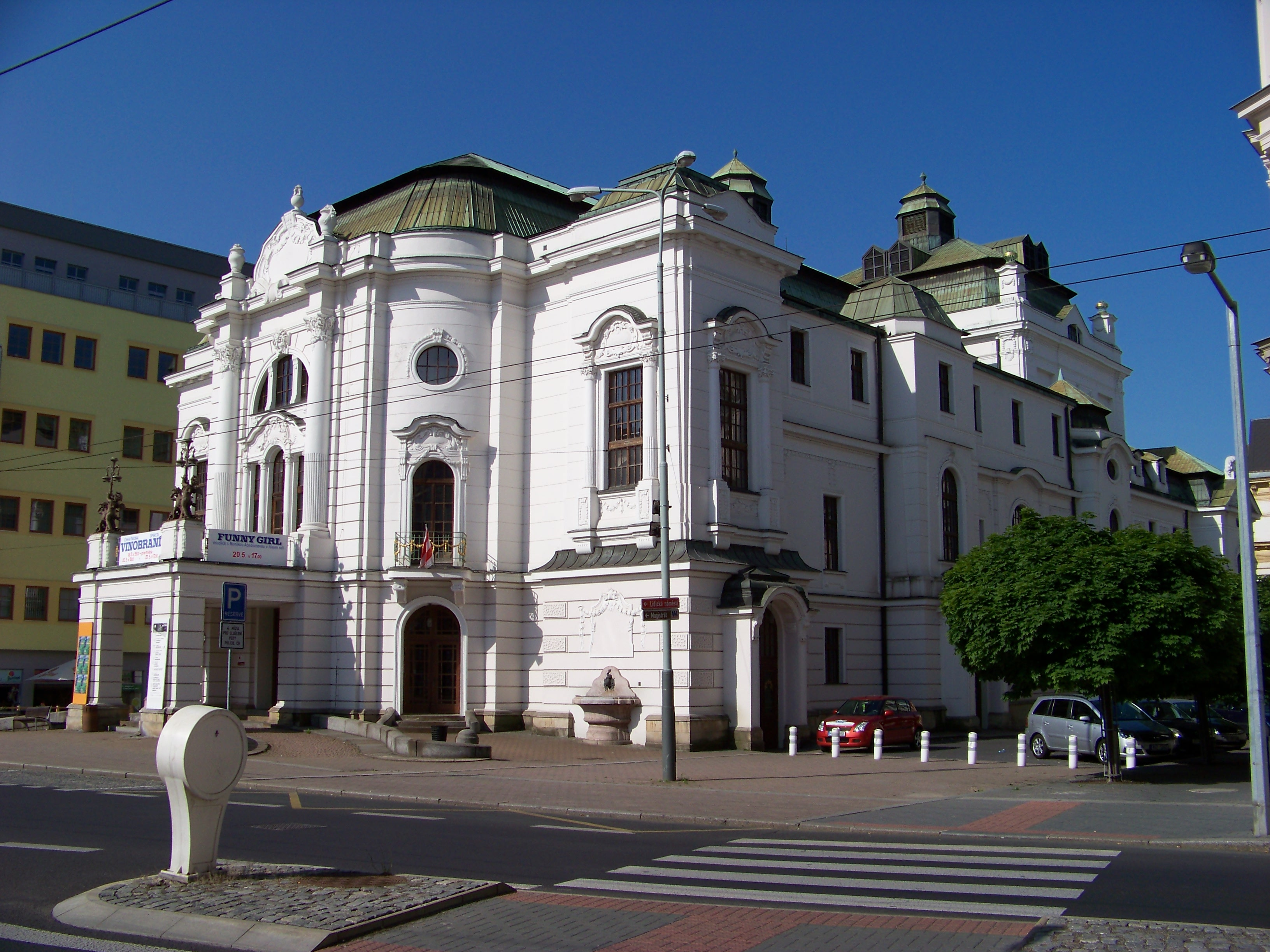
Das Stadttheater in Aussig (Ústí nad Labem)

Graf wurde 1856 als Sohn des Wiener Zuckerbäckers Alexander Graf († 1899) und dessen Ehefrau Karoline (geb. Marksteiner; † 1885) geboren. Er studierte von 1873 bis 1881 an der Technischen Hochschule Wien Architektur bei Heinrich Ferstel und Karl König.

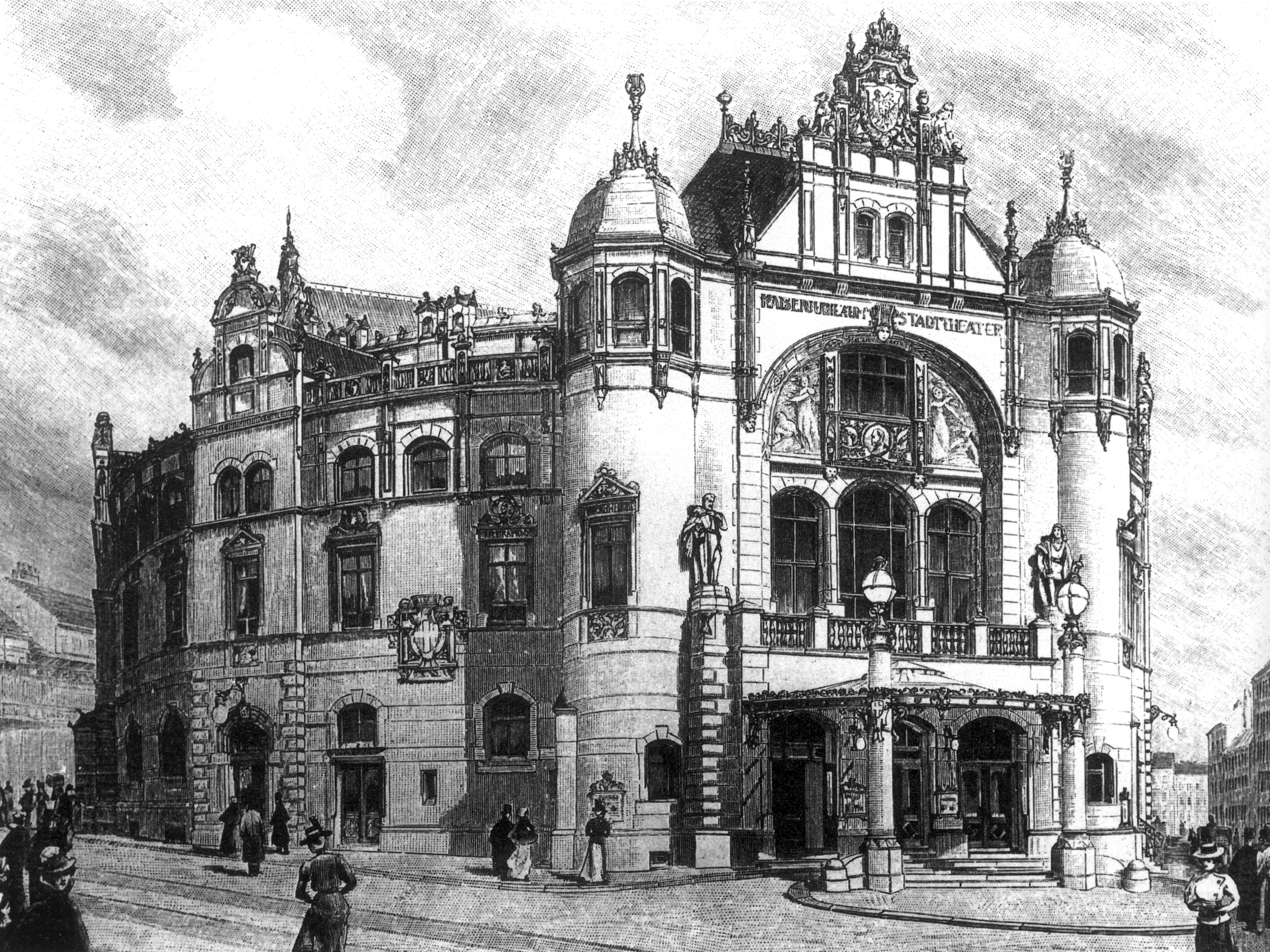
Das Kaiser-Jubiläums-Stadttheater in der „Leipziger Ilustrierten“ (1899)

Ab 1881 war er als Architekt im Büro Fellner & Helmer tätig, bevor er sich nach einer einjährigen Italien-Studienreise im Jahr 1888 als selbständiger Architekt in Wien niederließ. Erste Aufträge waren Villen und Wohnhäuser in Wien und Meran. Dabei ließ sich Graf vom Späthistorismus leiten. Rasch erlangte er große Bekanntheit, nachdem er den Auftrag für den Bau des Kaiser-Jubiläums Stadttheater Wien (heute Volksoper Wien) erhalten hatte. Die Jury hatte sich zwar zu Gunsten des Projekts von Grafs ehemaligem Arbeitgeber Fellner & Helmer entschieden, der Bauträger, ein Verein, beauftragte aber dennoch Graf mit der Ausführung, allerdings unter der Auflage, mit einem zweiten Architekten zusammenzuarbeiten. Graf wählte dafür den ehemaligen Mitarbeiter im Büro Fellner & Helmer, Franz Freiherr von Krauß. Die mit dem Auftrag verbundene Bekanntheit verhalf Graf in der Folge zu Aufträgen zur Ausführung einer Reihe von Stadttheatern im neobarocken Stil, aber auch von Wohnhäusern und Villen.
Nach dem Ersten Weltkrieg gelang es Graf kaum noch, Aufträge zu akquirieren und er geriet in finanzielle Notlage. Erst als sich die Gemeinde Wien in den 1920er-Jahren um die Errichtung von Wohnhausanlagen kümmerte, besserte sich Grafs Situation. In den Jahren 1924 bis 1929 konnte er drei Wohnhäuser für die Gemeinde errichten. Ende der 1920er-Jahre erkrankte Graf schwer und konnte kaum noch arbeiten. In einem Schreiben aus dem Jahr 1929 an den Stadtrat bat die Genossenschaft der bildenden Künstler um die Gewährung einer „fortlaufenden Gnadengabe oder Ehrenpension“ für den „seit geraumer Zeit fast arbeitsunfähig“ gewordenen Architekten. Er wurde am Wiener Zentralfriedhof in einem ehrenhalber gewidmeten Grab bestattet.

## Werke

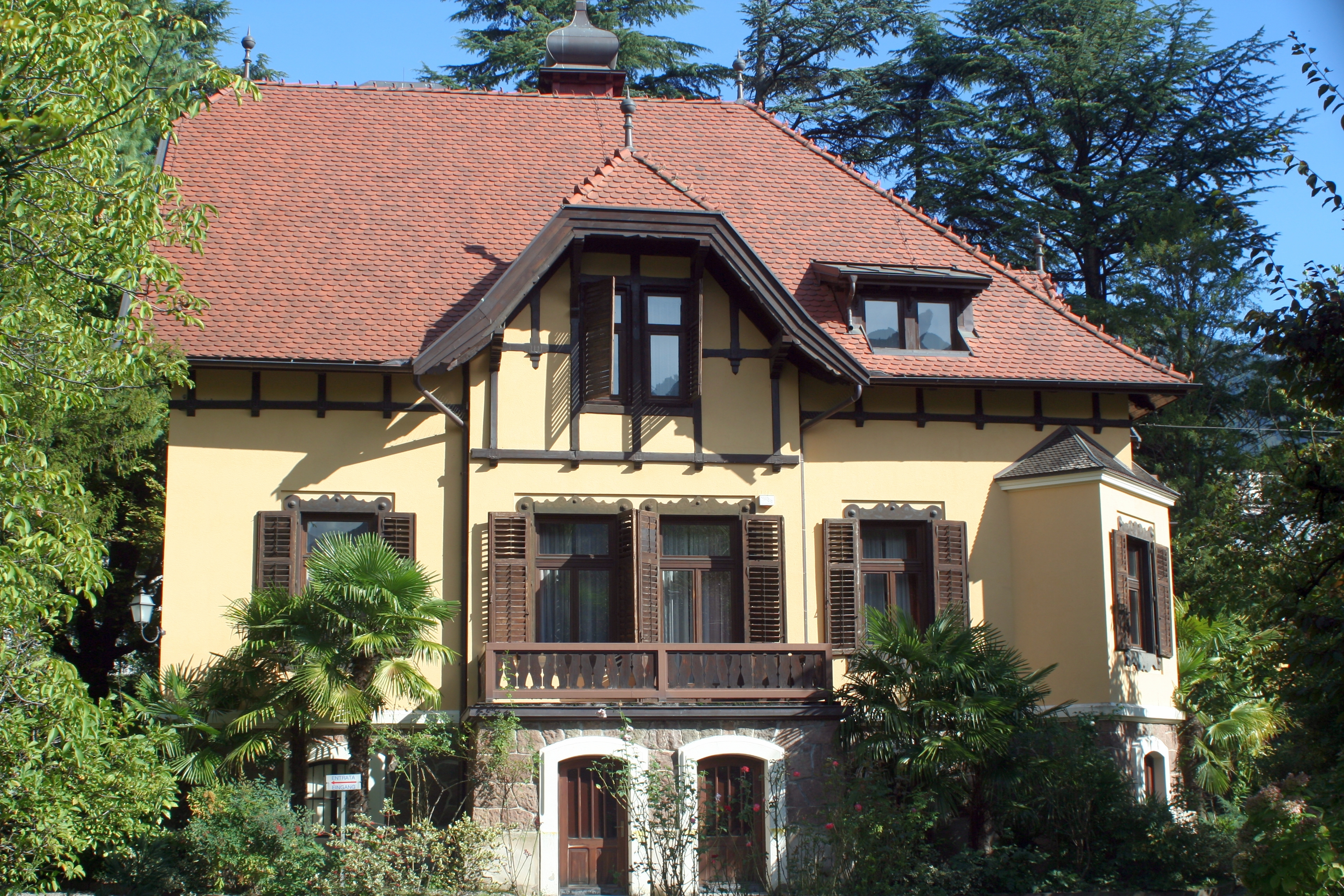
Die „Schwalbenvilla“ in Meran, später in Villa San Marco umbenannt

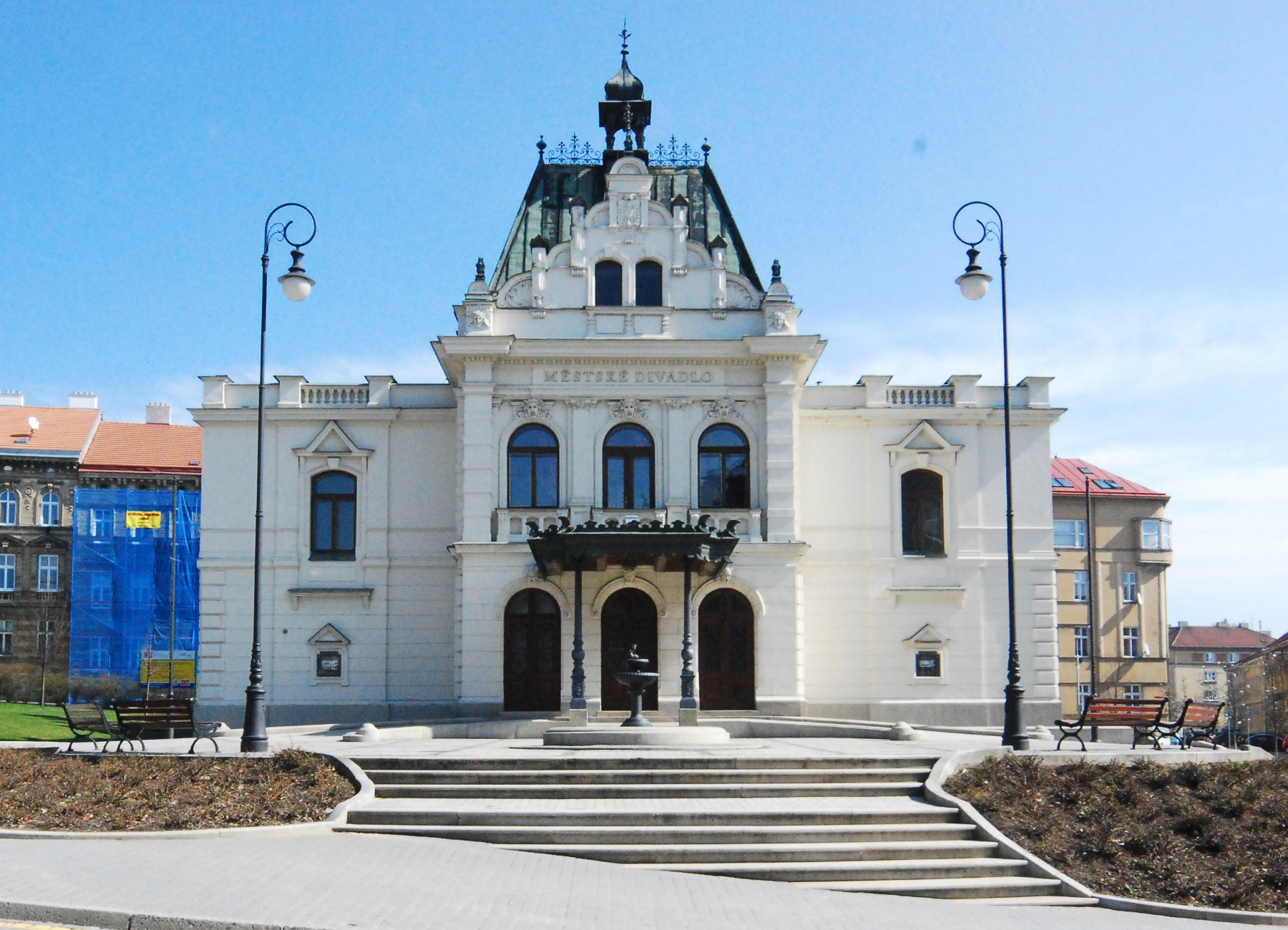
Das Stadttheater in Znaim (1900)

- um 1893: Wohnhaus, Waisenhausgasse,  Wien (heute Boltzmanngasse; mit Max Schindler von Kunevale)
- 1893–1895: Villa Angerer, Angererweg 77, Pörtschach am Wörthersee
- um 1895: Genossenschaftshaus der Schuhmacher Wiens, Florianigasse, Wien
- um 1895: „Schwalbenvilla“ für Rosa Lohner, Meran-Untermais, Franz-Innerhofer-Straße 1
- 1898: Kaiser-Jubiläums Stadttheater, Währingerstraße 78, Wien (mit Franz Krauß, heute Volksoper Wien; stark verändert)
- 1899–1900: Stadttheater Znojmo in Znaim, Mähren
- 1902: Wohn- und Geschäftshaus „Glashüttenhof“, Liechtensteinstraße 22, Wien
- 1906/07: Theater in Mährisch-Ostrau, Mähren
- um 1908: Stadttheater Aussig, Böhmen
- 1909–1911: Stadttheater Laibach, Krain
- 1910–1911: Stadttheater Brüx, Böhmen
- vor 1910: Villa Dr. A. Bösch, Billrothstraße 73, Wien
- 1911–1912: Villa, Hockegasse 91, Wien
- 1924: Wohnhaus, Troststraße 64–66, Wien (mit Clemens Kattner)
- 1927: Wohnhaus, Graumanngasse 33, Wien (mit Hans Seitl)
- 1929: Wohnhaus, Weißgerberlände 24, Wien